# Mahmoud Azab
Mahmoud Azab, né en 1947 et mort le 29 juin 2014 au Caire (Égypte), est un professeur égyptien, conseiller du grand imam d'Al Azhar pour le dialogue

## Biographie
Mahmoud Azab fut professeur de langues sémitiques (hébreu, arabe) à l'université islamique d'Al Azhar au Caire en Égypte. Il a également été professeur associé d'arabe classique et professeur titulaire d'islamologie à l'Institut national des langues et civilisations orientales (INALCO) à Paris. Il a été aussi professeur coopérant au sein de diverses universités africaines, entre autres au Tchad et au Niger.
Moderniste de formation classique, il a particulièrement étudié les relations linguistiques entre la Bible et le Coran.
Il fut conseiller pour le dialogue auprès du grand imam d'Al Azhar. Il meurt le 29 juin 2014 au Caire ,,.